# Les Grandes Guerres des dieux
Les Grandes Guerres des dieux est un cycle de High fantasy écrit par David Eddings et sa femme Leigh. Cette saga est composée de quatorze tomes, partagés en trois parties. Les auteurs y ont adjoint ensuite un guide de leur univers.
- La Belgariade - The Belgariad

1. Le Pion blanc des présages, 1990 ((en) Pawn of Prophecy, 1982)
2. La Reine des sortilèges, 1990 ((en) Queen of Sorcery, 1982)
3. Le Gambit du magicien, 1990 ((en) Magician's Gambit, 1983)
4. La Tour des maléfices, 1991 ((en) Castle of Wizardry, 1984)
5. La Fin de partie de l'Enchanteur, 1992 ((en) Enchanter's End Game, 1984)

- La Mallorée - The Malloreon

1. Les Gardiens du Ponant, 1992 ((en) Guardians of the West, 1987)
2. Le Roi des Murgos, 1993 ((en) King of the Murgos, 1988)
3. Le Démon majeur de Karanda, 1993 ((en) Demon Lord of Karanda, 1988)
4. La Sorcière de Darshiva, 1994 ((en) Sorceress of Darshiva, 1989)
5. La Sibylle de Kell, 1994 ((en) The Seeress of Kell, 1991)

- Les Préquelles

1. Belgarath le sorcier : Les Années noires, 1998 ((en) Belgarath the Sorcerer, 1995)
2. Belgarath le sorcier : Les Années d'espoir, 1998 ((en) Belgarath the Sorcerer, 1995)
3. Polgara la sorcière : Le Temps des souffrances, 1999 ((en) Polgara the Sorceress, 1997)
4. Polgara la sorcière : Les Années d'enfance, 1999 ((en) Polgara the Sorceress, 1997)

- Le Codex de Riva, 2000 ((en) The Rivan Codex, 1998)Ouvrage regroupant une multitude d'informations sur Les Grandes Guerres des Dieux.